# Crepidohamma schildi
Crepidohamma schildi är en tvåvingeart som först beskrevs av Curtis W. Sabrosky 1957.  Crepidohamma schildi ingår i släktet Crepidohamma och familjen smalvingeflugor.
Artens utbredningsområde är Costa Rica. Inga underarter finns listade i Catalogue of Life.